# Kruiskruidmot
De kruiskruidmot (Homoeosoma nebulella) is een nachtvlinder uit de familie Pyralidae, de snuitmotten.

## Herkenning
De kruiskruidmot heeft een spanwijdte tussen de 20 en 27 millimeter. De vlindertjes lijken sterk op enkele soorten uit het geslacht phycitodes, maar zijn daarvan te onderscheiden door de aanwezigheid van een korte zwarte streep op ongeveer twee derde van de costa. De vlinders vliegen in juli, maar zijn ook gemeld in september. Ze komen op licht en bezoeken ’s nachts bloemen van jakobskruiskruid en speerdistel.

## Waardplant
De kruiskruidmot heeft speerdistel (Cirsium vulgare), jacobskruiskruid (Senecio jacobaea), boerenwormkruid (Tanacetum vulgare) en gewone margriet (Leucanthemum vulgare) als waardplanten. De soort wordt gezien als een potentiële plaag in de teelt van zonnebloemen. De rupsen verpoppen zich in een slordige cocon in of op de grond in de directe omgeving van de waardplant.

## Verspreiding
De kruiskruidmot komt voor in heel West-Europa, West-Afrika, Anatolië en het Midden-Oosten. Homoeosoa nebulella is in Nederland en België een zeldzame soort trekvlinder.